# Skąpani w ogniu

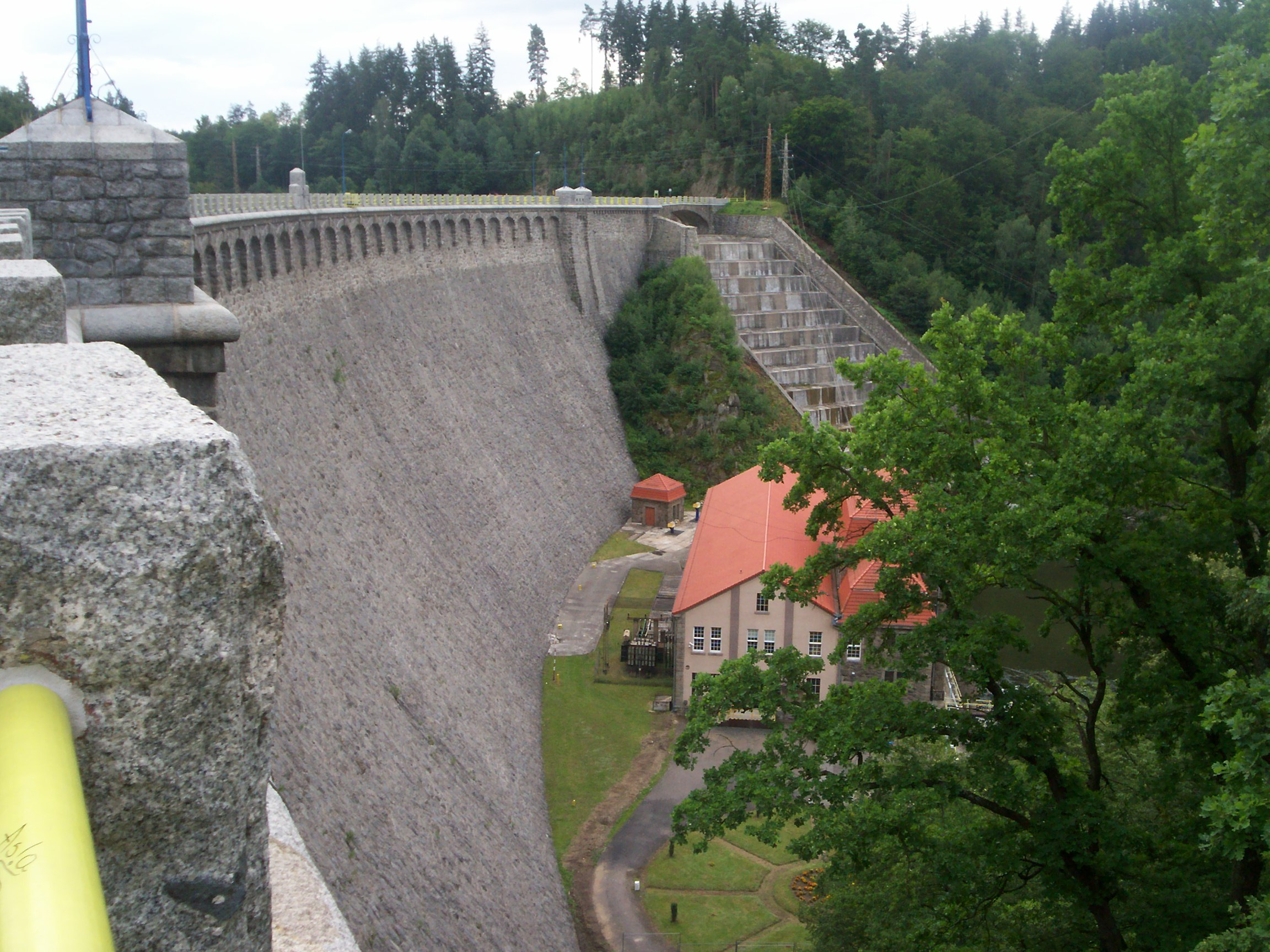
Zapora pilchowicka, na której kręcono ostatnie sceny filmu

Skąpani w ogniu – polski film wojenny z 1963 roku w reżyserii Jerzego Passendorfera.
Plenery: Wleń, Pilchowice, Klecza, Łupki, zapora Pilchowice.

## Opis fabuły
Film powstały na podstawie powieści Wojciecha Żukrowskiego o tym samym tytule. Pokazuje okres osiedlania się po wyzwoleniu na Ziemiach Zachodnich. Problemy normalizacji warunków życia rozwiązuje wojsko. Opis pierwszych, często dramatycznych dni na Ziemiach Odzyskanych. Ostre konflikty między miejscowymi a ludnością napływową. Kapitan Sowiński, były członek AK, stara się łagodzić antagonizmy, sam jednak przegrywa prywatną walkę, kiedy nie udaje mu się powstrzymać od wyjazdu do Niemiec Rutki, miejscowej Ślązaczki, której rodzina od lat walczyła o polskość Śląska.

## Obsada
- Stanisław Mikulski – kapitan Sowiński
- Ryszard Pietruski – oficer UB Baruda
- Aleksander Fogiel – porucznik Milutin
- Wojciech Siemion – kapral Naróg
- Beata Tyszkiewicz – Rutka Hajdukówna
- Marian Łącz – plutonowy Tomala
- Zdzisław Maklakiewicz – AK-owiec "Sprężyna"
- Marian Rułka – "Rudy", syn Witocha
- Tadeusz Pluciński – porucznik Leszczyński
- Franciszek Pieczka – kierowca Poczebutt
- Barbara Rachwalska – repatriantka wdowa